# Gerald Ciolek
Gerald Ciolek, né le 19 septembre 1986 à Cologne, est un coureur cycliste et directeur sportif allemand. Professionnel de 2005 à 2016, il a été champion d'Allemagne sur route en 2005, à 18 ans, champion du monde espoirs 2006 et vainqueur de Milan-San Remo en 2013.

## Biographie

### Premières années professionnelles
Gerald Ciolek commence sa carrière professionnelle en 2005 au sein de l'équipe Akud. Champion d'Allemagne sur route en 2005 à 18 ans en battant Erik Zabel au sprint, il est considéré comme l'un des principaux espoirs allemands. En 2006, il devient champion du monde sur route espoirs quelques jours après avoir gagné une étape du Tour d'Allemagne, sa première victoire ProTour. Il a terminé notamment cinquième de la Vattenfall Cyclassics et deuxième du Grand Prix de Francfort cette même année.

### 2007-2008: de T-Mobile à Columbia
Ces résultats lui ont permis d'être recruté par l'équipe T-Mobile en 2007. Il a effectué une première saison fructueuse avec cette équipe, remportant neuf victoires, dont le classement final du Tour de Rhénanie-Palatinat et trois étapes du Tour d'Allemagne.
En 2008, à la suite du départ du principal sponsor, l'équipe T-Mobile prend le nom provisoire de High Road, puis devient Columbia en cours de saison. Gerald Ciolek tarde à enregistrer un premier succès. L'équipe est fortement pourvue en sprinters, dont Mark Cavendish et André Greipel qui gagnent respectivement 17 et 14 reprises. Ciolek tient un rôle de coéquipier pour ces deux coureurs sur plusieurs épreuves, dont son premier Tour de France, avec réussite. Cavendish s'y impose en effet quatre fois, réalisant un doublé à Toulouse avec Ciolek (8e étape). Ce dernier passe près de la victoire avec quatre podiums d'étapes, dont une deuxième place derrière Gert Steegmans sur les Champs-Élysées (21e étape). Durant cette année, Ciolek se montre à son avantage sur des terrains plus difficiles que ceux des sprints massifs qui lui ont réussi jusque-là. Ainsi au mois de mai, durant des Quatre Jours de Dunkerque, il passe près de la victoire en revenant sur Cyril Dessel à la fin de l'étape des monts du Boulonnais. Quelques semaines plus tard, il acquiert sa première victoire de l'année après un final en bosse au Tour de Bavière où son directeur sportif ne s'attendait pas à le voir gagner. Il signe un deuxième succès sur cette épreuve le surlendemain, au sprint, mais recule à la cinquième place du classement général après le contre-la-montre. Il enregistre de bonnes places durant les deux mois suivants au Tour de Suisse (troisième des 3e et 4e étapes), au championnat d'Allemagne (3e) et au Tour de France. En août, il est l'un des cinq coureurs formant l'équipe allemande pour la course en ligne des Jeux olympiques. Il ne termine pas l'épreuve. Il gagne une troisième et dernière fois en 2008 lors du Tour d'Allemagne (5e étape), à nouveau à l'issue d'un final difficile. Il participe ainsi à la domination de Columbia sur cette épreuve (victoire finale de Linus Gerdemann devant Thomas Lövkvist et quatre étapes). À la fin du monde de septembre, il honore sa deuxième sélection aux championnats du monde, mais abandonne la course. En octobre, il s'engage pour les deux saisons suivantes avec l'équipe Milram, où il rejoint notamment son coéquipier Gerdemann.

### 2009-2010: Milram

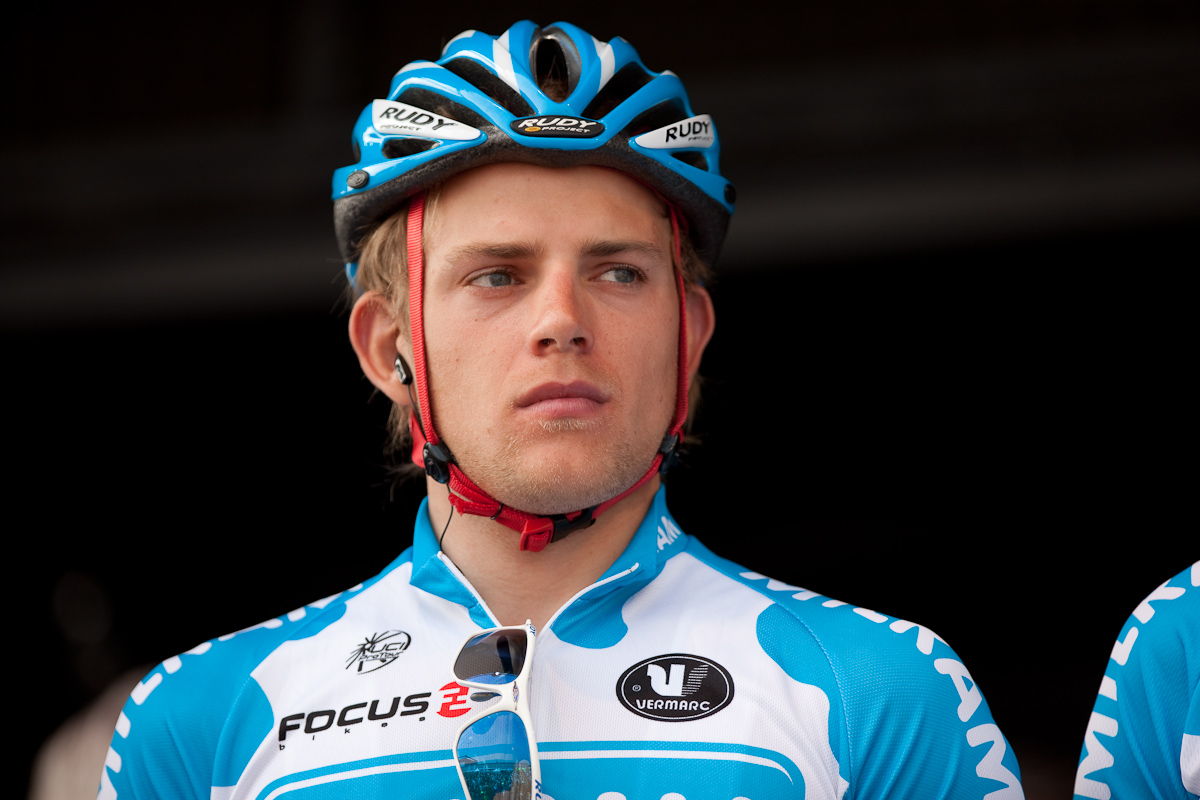
Gerald Ciolek lors du Grand Prix de Francfort 2009.

Barré par André Greipel et Mark Cavendish dans sa précédente équipe, Ciolek rejoint l'équipe Milram dans le but de remporter plusieurs étapes sur le Tour de France. Il obtient le rôle de leader des sprints massifs, avec comme poisson-pilote Robert Förster, venu de l'équipe dissoute Gerolsteiner. Pour réussir les objectifs fixés par le sponsor, Ciolek participe en février au Challenge de Majorque durant lequel il enlève sa première victoire : le Trofeo Calvia. Entretemps, le sprinteur ne remporte rien jusqu'au Tour de France, son objectif principal. Malheureusement pour lui, jamais il ne parvient pas à s'imposer, battu généralement par Mark Cavendish ou Thor Hushovd.
Gerald Ciolek participe ensuite à la Vattenfall Cyclassics, où il termine troisième derrière Tyler Farrar et Matti Breschel. Il enchaîne en août avec le Sparkassen Giro Bochum afin de préparer son Tour d'Espagne. Il est de nouveau battu par Mark Cavendish, son ancien coéquipier. En l'absence de Cavendish sur la Vuelta, Ciolek remporte la 2e étape battant d'une demi-roue un ancien de la Milram, Fabio Sabatini. Cette victoire est la dernière de sa saison.
En 2010, le sponsor est sous la menace d'une disparition et se doit donc de se faire remarquer pour convaincre un éventuel repreneur. En début de saison, Ciolek chute lourdement lors du Tour du Qatar et se fracture la clavicule, tout comme Steven Cozza et Kurt Asle Arvesen auparavant sur la même course. Il revient en mai lors des Quatre Jours de Dunkerque et passe près de la victoire de la deuxième étape menant à Bray-Dunes, battu sur le fil par Alex Rasmussen. Il lève les bras pour la première fois sur le Tour de Bavière, devançant Grega Bole lors de la troisième étape à Hersbruck. Il se rend de nouveau sur le Tour de France avec l'ambition d'y briller. Pour ce faire, il est épaulé par Luke Roberts et Roger Kluge pour l'emmener lors de sprints massifs. Son meilleur résultat ne sera qu'une seconde place de la 5e étape à Montargis, remportée par Mark Cavendish. Lors de la 18e étape, toute l'équipe est remontée contre Linus Gerdemann, car ce dernier aurait dû emmener Ciolek mais a tenté une offensive suicidaire dans les derniers kilomètres[réf. nécessaire]. Sur les Champs-Élysées, il ne fera pas aussi bien qu'en 2008 puisqu'il y prend la 6e place, loin derrière la vainqueur du jour, une nouvelle fois Cavendish. Il entame sa fin de saison avec les compétitions belges. D'abord sur le Circuit franco-belge où, sur la deuxième étape, il est battu par Adam Blythe. Il termine à la sixième position du classement général. Il enchaîne avec le Mémorial Franck Vandenbroucke qu'il achève à la cinquième place.
Entretemps, il annonce son transfert vers l'équipe belge Quick Step, où il veut se consacrer un maximum sur les classiques et les sprints massifs. Il sera pour cela accompagné entre autres par le triple vainqueur de Paris-Roubaix, Tom Boonen et du double vainqueur d'étape sur le Tour de France 2010, Sylvain Chavanel.

### 2011-2012: Quick Step

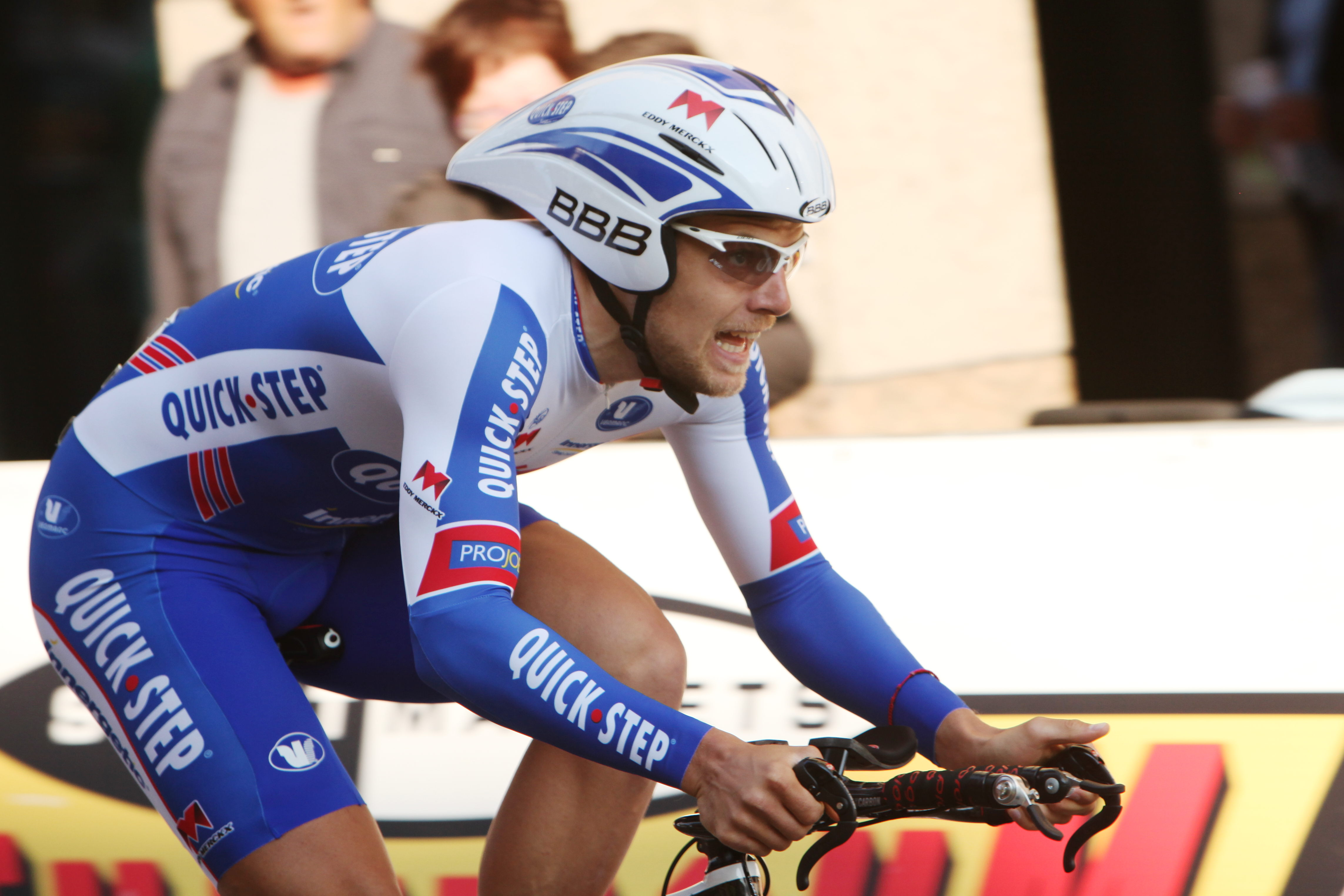
Gerald Ciolek au prologue du Tour de Romandie 2011

Il arrive aux côtés de sprinteurs de grande qualité : Gert Steegmans, Francesco Chicchi et Tom Boonen, et rejoint l'un de ses meilleurs amis, Andreas Stauff.
Il débute sous ses nouvelles couleurs lors du Tour Down Under au service de Chicchi. Après avoir disputé trois épreuves du Challenge de Majorque, il prend part au Tour de l'Algarve. Durant la première étape, il termine second à Albufeira derrière Philippe Gilbert. Recruté dans l'optique d'aider Tom Boonen pour les classiques, il achève Kuurne-Bruxelles-Kuurne en 17e position. Invisible sur Tirreno-Adriatico et sur le Tour de Romandie, il fait partie des 9 sélectionnés pour le Tour d'Italie. Lors de la douzième étape menant à Ravenne, il termine cinquième et abandonne comme la majorité des sprinteurs à l'issue de celle-ci.
Deux mois plus tard, sur le Tour de Suisse, il lance son sprint trop tôt lors de la 8e étape et se fait dépasser par 6 coureurs, dont le vainqueur, Peter Sagan. Une semaine après, il passe tout près de son premier succès de la saison et d'un titre au championnat d'Allemagne sur route mais est battu sur le fil par Robert Wagner. Malgré un début de saison sans victoire, Wilfried Peeters fait le choix de l'emmener au Tour de France.
En 2012, Ciolek remporte la 4e étape du Tour de l'Algarve à Tavira. Il est ensuite sélectionné pour participer à quelques classiques printanières mais ne parvient à lever les bras. Il doit attendre le mois d'août et la 2eb étape du Tour de l'Ain pour gagner à nouveau.
En septembre, il annonce quitter Omega Pharma-Quick Step pour rejoindre, en 2013 l'équipe sud-africaine MTN-Qhubeka et devient, par la même occasion la première « star » de cette équipe.

### 2013-2015: MTN-Qhubeka
Ciolek s'engage en faveur de l'équipe MTN-Qhubeka, première équipe africaine à accéder au statut d'équipe continentale professionnelle. Il commence sa saison par une cinquième place lors du Trofeo Laigueglia puis décroche sa première victoire de la saison le 3 mars à l'occasion de la deuxième étape des Trois jours de Flandre-Occidentale. Deux semaines plus tard, son équipe est retenue pour disputer Milan-San Remo, la première grande classique de la saison. Disputée dans des conditions météorologiques difficiles, l'épreuve est raccourcie. Finalement, un groupe de sept coureurs se présente à San Remo pour jouer la gagne. Ciolek s'impose au sprint devant Peter Sagan et Fabian Cancellara et décroche là la plus belle victoire de sa carrière. Il doit ensuite patienter jusqu'en mai pour s'imposer à nouveau, en Allemagne cette fois-ci, lors de la troisième étape du Tour de Bavière, devançant au sprint Arnaud Démare et Adriano Malori. En juin, Ciolek dispute le championnat d'Allemagne. Sous une pluie battante, il se classe deuxième, battu au sprint par André Greipel. En juillet, son équipe n'étant pas retenue pour disputer le Tour de France, Ciolek se rabat sur le Tour d'Autriche dont il remporte la 6e étape. En septembre, au Tour de Grande-Bretagne il gagne une étape. Sous la pluie encore une fois, et sur une arrivée difficile, il revient dans les derniers mètres sur Thomas Lövkvist et le dépose pour s'imposer devant Sam Bennett.

### Fin de carrière et reconversion
Fin 2015 il s'engage avec l'équipe continentale professionnelle Stölting Service Group. L'équipe s'arrête en fin d'année 2016. Ne retrouvant pas d'autre engagement, Ciolek arrête là sa carrière.
En 2019, il devient directeur sportif de l'équipe Dauner-Akkon.

## Palmarès et classements mondiaux

### Palmarès
| - 2004 - 2e et 4e étapes du Trofeo Karlsberg - 1re étape du Tour de Basse-Saxe juniors - 2005 - Champion d'Allemagne sur route - 3e étape du Tour de Mainfranken - 3e, 7e et 8e étapes du Tour de Hongrie - 2006 - Champion du monde sur route espoirs - 3e étape du Jadranska Magistrala - 1re étape de la Cologne Classic (contre-la-montre par équipes) - 4e étape du Tour d'Allemagne - 1re étape du Tour de Tenerife (contre-la-montre par équipes) - Tour de Nuremberg - 2e du Grand Prix de Francfort - 5e de la Vattenfall Cyclassics - 2007 - 3e étape du Tour de Basse-Saxe - 6e, 7e et 9e étapes du Tour d'Allemagne - 2e et 8e étapes du Tour d'Autriche - 1re étape du Drei-Länder-Tour - Tour de Rhénanie-Palatinat - 2e du Tour de Münster - 3e de la Vattenfall Cyclassics - 3e du Tour de Basse-Saxe - 2008 - 1re et 3e étapes du Tour de Bavière - 5e étape du Tour d'Allemagne - 3e du championnat d'Allemagne sur route | - 2009 - Trofeo Calvia - 2e étape du Tour d'Espagne - 2e du Tour de Bochum - 3e de la Vattenfall Cyclassics - 2010 - 3e étape du Tour de Bavière - 3e du Grand Prix de Buchholz - 2011 - 2e du championnat d'Allemagne sur route - 2e de la Vattenfall Cyclassics - 9e du Grand Prix cycliste de Québec - 2012 - 4e étape du Tour de l'Algarve - 2eb étape du Tour de l'Ain (contre-la-montre par équipes) - 9e du Grand Prix cycliste de Québec - 2013 - 2e étape des Trois Jours de Flandre-Occidentale - Milan-San Remo - 3e étape du Tour de Bavière - 6e étape du Tour d'Autriche - 2e étape du Tour de Grande-Bretagne - 2e du championnat d'Allemagne sur route - 2014 - 3e étape du Tour d'Andalousie - 3e du Tour de Cologne - 9e de Milan-San Remo |

### Résultats sur les grands tours

#### Tour de France
4 participations
- 2008 : 106e
- 2009 : 126e
- 2010 : 133e
- 2011 : 150e

#### Tour d'Italie
1 participation
- 2011 : abandon (13e étape)

#### Tour d'Espagne
2 participations
- 2009 : abandon (18e étape), vainqueur de la 2e étape
- 2014 : 139e

### Classements mondiaux
| Année                  | 2005 | 2006 | 2007 | 2008 | 2009 | 2010 | 2011 | 2012 | 2013 | 2014 | 2015 | 2016 |
| ---------------------- | ---- | ---- | ---- | ---- | ---- | ---- | ---- | ---- | ---- | ---- | ---- | ---- |
| Classement ProTour     |      |      | 66e  | 88e  |      |      |      |      |      |      |      |      |
| Calendrier mondial UCI |      |      |      |      | 56e  | 148e |      |      |      |      |      |      |
| UCI World Tour         |      |      |      |      |      |      | 71e  | 144e |      |      |      |      |
| UCI Europe Tour        | 116e | 11e  |      |      |      |      |      |      | 10e  | 103e | 246e | 582e |
| UCI America Tour       |      |      |      |      |      |      |      |      |      |      | nc   |      |
| UCI Asia Tour          |      |      |      |      |      |      |      |      |      |      | nc   | 618e |
| Calendrier mondial UCI |      |      |      |      |      |      |      |      |      |      |      | 876e |